# Ormosia howii
Ormosia howii is een uitgestorven plantensoort uit de vlinderbloemenfamilie. De soort werd alleen in China gevonden.